# Gremlins, Inc.
Gremlins, Inc. (укр. Ґремліни, Inc.) — цифрова покрокова стратегічна настільна відеогра 2016 року, розроблена литовською інді-студією Charlie Oscar Lima Tango Interactive Entertainment та випущена Yukitama Creative Industries 11 березня 2016 року на Steam. Дія відеогри відбувається у стимпанковому світі, населеному ґремлінами.

## Ігровий процес
Gremlins, Inc. є сесійною покроковою настільною грою для 2-6 гравців, де основна мета — набрати найбільшу кількість очок. Гра ведеться на полі, виконаному у вигляді міста-механізму, близьким аналогом йому може слугувати поле настільної гри Монополія, але, на відміну від неї, це кільцеве поле з кількома відгалуженнями та не завжди одностороннім рухом. Кожен гравець представлений аватаром одного з гремлінів та фішкою на ігровому полі, а також має на руці шість карт, які можна використати для активації здібності карти, або для переміщення полем.
Хоча метою гри і є набір очок, але основний акцент зроблено на взаємодії гравців. Під час гри, крім набору очок, потрібно будувати різні підступи опонентам, багато карт з колоди цьому сприяють. Так, наприклад, у суперника можна відібрати гроші або цінні карти, можна відправити його до в'язниці або позбавляти політичного впливу, щоб він не переміг у майбутніх виборах на посаду губернатора.
У грі 12 персонажів-ґремлінів. Під час старту матчу випадково визначається ким буде гравець, при цьому ролі у гравців не повторюються. Кожен ґремлін має свою спеціальну здатність і стартову локацію.

## Розробка
Gremlins, Inc. — відеогра, розроблена незалежною литовською студією Charlie Oscar Lima Tango Interactive Entertainment, а саме Олексієм Бокулєвим, що відомий розробкою іншої покрокової стратегії Eador: Genesis, та Сергієм Клімовим на посаді продюсера.
Спочатку гра вийшла 22 жовтня 2015 року на Steam у ранньому доступі, а повноцінний реліз стався 11 березня 2016 року.

## Огляди
Відеогра Gremlins, Inc. на Metacritic отримала 75 балів зі 100 від критиків та оцінку 5.7 від користувачів.
Юрій Мелков з ITC.ua написав у своєму огляді, що гра варта уваги: «новий проєкт Олексія Бокулєва та Сергія Клімова здатний принести немало приємних годин прихильникам оригінальних і глибоких настільних ігор».
Метт Перслоу з PCGamesN хвалить візуальну складову проєкту, пишучи, що вона виконана «з любов'ю».